# Диамант, Эммануил
Эммануил (Амик) Диамант (ивр. דיאמנט, עמנואל‎; род. 25 июня 1937, Киев) — инженер-исследователь, поэт, публицист, организатор первых митингов в Бабьем Яру, общественный деятель.

## Деятельность в СССР
Эммануил (Амик) Диамант родился 25 июня 1937 г. в семье Моше Диаманта, аспиранта Киевского института культуры. (После разгрома и разгона последнего работавшего учителем русского, а затем, английского языка). Мать — Гинда Кипнис — выпускница Киевского политехнического института, одна из немногих в те годы женщин инженеров-электриков. Эммануил Диамант является племянником еврейских писателей Гирша Диаманта (1911—1941) и Ицика Кипниса (1896—1974).
В августе 1941 года, вместе с оборудованием Дарницкого шёлкового комбината (где работала мать) семья уехала в эвакуацию.
Летом 1944 года семья вернулась в Киев. В том же году поступил, а в 1954 году окончил среднюю школу.
После окончания института уехал на работу в Сибирь, город Сталинск (ныне Новокузнецк) Кемеровской области, где попытался изменить полученную специальность и стать радиоинженером. В те же годы получил предложение подготовить к печати сборник собственных стихов. Но стихи из печати не вышли — вышли новые постановления партии о работе с молодёжью (1962 г).
В поисках «литературной судьбы» в октябре 1961 г. предпринял безуспешную попытку устроиться на работу в редакцию «Биробиджанер штерн»; после чего уехал в Хабаровск, где также не смог устроиться в газету или на телевидение.
Провалившись в своих попытках заняться литературным трудом, там же в Хабаровске Диамант завербовался в Дальневосточное отделение Гражданской авиации и был направлен на работу в аэропорт Охотск Хабаровского края.
В 1963 г. вместе с беременной женой вернулся «на материк», в Ленинград и Киев.
В 1964 г был принят на работу в Главную астрономическую обсерваторию АН УССР (ГАО АН УССР) ответственным за создание новых приборов для астрономических наблюдений.
В ГАО проработал до марта 1971 г., когда ему было предложено в 10-дневный срок покинуть территорию Украинской ССР.

### Еврейская самодеятельность
В 1964 г Диамант организует сеть кружков по изучению языка идиш и начал еврейской истории. В 1965 г «кружковцы» решают отмечать еврейские праздники.
В 1966 г. Диамантом была предпринята попытка установить контакт с еврейскими группами в других городах Союза. Рассказ о самодеятельных работах по приведению в порядок места массовых расстрелов в Румбуле, услышанный в Риге, произвёл на Диаманта очень сильное впечатление. Под его впечатлением, решено было провести нечто подобное и в Киеве, в ближайшую годовщину расстрелов в Бабьем Яру. 24 сентября 1966 г. Диамант вместе с несколькими товарищами организовал первую публичную акцию памяти о жертвах Бабьего Яра, на которой присутствовал советский писатель и диссидент В. П. Некрасов. В публичной акции приняло участие около 50 человек. Организаторы повесили большой плакат, на котором на русском и иврите было написано: «Бабий Яр», ниже : «сентябрь 1941—1966», и сверху: «Изкор (на иврите — помни) 6 миллионов».
На мероприятии велась киносъемка по инициативе съёмочных групп из Москвы и с Киевской студии документальных фильмов во главе с Рафаилом Нахмановичем и Эдуардом Тимлиным.
Через 5 дней, 29 сентября 1966 году, Эммануил Диамант со своими друзьями организовал ещё один митинг, на котором присутствовали несколько тысяч человек. Помощь в организации митинга молодым еврейским активистам оказывал Виктор Некрасов. Некрасов выступил на этом митинге вместе с украинским литературоведом и правозащитником Иваном Дзюбой, театральной актрисой Диной Проничевой, одной из спасшихся из Бабьего Яра.

### Национальное пробуждение евреев Киева
События 1966 г в Бабьем Яру стали катализатором процесса национального пробуждения для многих молодых евреев Киева. В праздничные дни Симхат Торы 1966 г в Киеве произошло первое объединение групп Диаманта, Анатолия Геренрота и Алика Фельдмана. Шестидневная война и антисемитская компания, развернувшаяся в СССР в связи с победой Израиля, способствовали переходом еврейского национального движения на сионистские позиции. В том числе сионистами становятся Диамант и его товарищи.
В августе 1969 г в Москве происходит объединение всех сионистских групп Союза в, так называемый Всесоюзный координационный комитет (ВКК). Создается Киевский комитет ВКК, куда входят представители всех существующих в городе групп — Геренрот, Диамант, Фельдман, Бравштейн, Койфман (который потом был заменён Бухиной). Диамант активно участвует в деятельности ВКК. Третий номер журнала «Итон», который начал издавать ВКК, готовился в Киеве. Диамант написал для него две статьи: «Эйнштейн и евреи» и «Ханука — это не детский праздник».
Амик Диамант подал вместе с другими киевскими активистами заявление на выезд в Израиль летом 1969 г. В августе 1969 г. получил отказ с формулировкой от начальника ОВИРа: «Никуда и никогда вы от нас не уедете — нам такие люди самим нужны. Идите и работайте».

## Деятельность в Израиле
В 1971 году Эммануилу Диаманту предложили в десять дней покинуть пределы Украины. Репатриировавшись вместе с семьей в марте 1971 году в Израиль, Диамант вскоре был принят на работу в Тель-Авивский университет.
В ноябре 1971 г, в Беэр-Шеве, на квартире у А. Геренрота, было объявлено ещё одно решение бывших членов Всесоюзного Координационного Комитета (ВКК) — о создании поселенческого объединения «Алия семидесятых». Его целью была заявлена подготовка к выходу на поселение группы бывших активистов Алии с целью создания прототипа нового варианта абсорбции научно-технических специалистов из Советского Союза. Главами штаба подготовки были избраны Диамант и Геренрот, штаб-квартирой была объявлена квартира Диаманта в Кирьят-Оно.
Группа объединяла 28 человек различных специальностей в возрасте от 25 до 42 лет. В конце декабря 1973 г. русскоязычные поселенцы разбили первое поселение в мошаве Рамот — «Алия-70». Поселенцы проводили научные семинары, организовали физико-математическую школу и наладили производство фонариков и деталей для радиоприемников.
В мае 1975 года на базе «Алии семидесятых», после раскола поселенческой группы, Диамант со своими сторонниками обосновался в бывшем поселении Нахаль Коразим и зарегистрировал кооперативное поселение «АРШАХ — Лаборатория прикладных наук». За годы пребывания на поселении Диамант принял участие в создании Федерации сионистов России (в Израиле). От имени Федерации участвовал в работе Второго Брюссельского конгресса в защиту советских евреев (февраль 1976 г.), и 30-го Всемирного Сионистского конгресса в Иерусалиме (декабрь 1982 г.). Был членом редколлегии журнала «Сион», издававшегося Координационным комитетом активистов Алии из СССР.
Идея научно-промышленного поселения так и осталась нереализованной. В 1985 г Диамант, по его словам, был изгнан из поселения Аршах, и вернулся в свою квартиру в Кирьят-Оно. На работу был принят в Сорек, Израильский центр ядерных исследований, отдел Атмосферной оптики.
После возвращения в Кирьят-Оно он был членом президиума Тель-Авивского отделения Сионистского форума Щаранского, который покинул из-за разногласий с целями организации. Был в 2009—2015 гг. сопредседателем КСИВы — Клуба сионистских ветеранов.
Диамант является постоянным автором интернет-журнала «Мы Здесь». Проживает в Кирьят-Оно.

## Архив
В 2019 году Эммануил Диамант передал основную часть своего архива в Центральный архив истории еврейского народа (ЦАИЕН), где он сегодня доступен для исследователей. Фонду Диаманта присвоен номер P394.